# Crepidium hippocrepiformis
Crepidium hippocrepiformis (лат.) — вид однодольных растений рода Crepidium семейства Орхидные (Orchidaceae). Под текущим таксономическим названием был описан польскими ботаниками Дариушем Шляхетко и Ханной Маргоньской в 2001 году.

## Распространение, описание
Эндемик Папуа — Новой Гвинеи. Типовой экземпляр собран в округе Каитанту (остров Новая Гвинея).
Геофит; корневище с псевдобульбой.
Голотип: до 20 см высотой, листовая пластинка тёмно-зелёная, чашелистики, прицветники и лепестки бледного светло-зелёного оттенка, губа бледно-персиковая.

## Синонимы
Синонимичные названия:
- Malaxis hippocrepiformis J.J. Woodbasionym
- Pseudoliparis hippocrepiformis (J.J. Wood) Marg.